# Natal'ja Strunnikova
Natal'ja Gennad'evna Strunnikova (in russo Наталья Геннадьевна Струнникова?; 14 marzo 1963) è un'ex nuotatrice sovietica, dal 1992 russa.

## Carriera
Ha fatto parte della staffetta che vinse la medaglia di bronzo nella 4x100m misti alle Olimpiadi di Mosca 1980.

## Palmarès
- Giochi olimpici estivi

Mosca 1980: bronzo nella 4x100m misti.
- Europei

Spalato 1981: argento nella 4x100m misti.